# Körmöczy Imre
Körmöczy Imre (Hajós, 1811. július 10. – Nagyvárad, 1871. október 22.) római katolikus pap, kanonok, apát, egyháztörténész, egyházjogász, prédikátor, egyetemi tanár.

## Élete
Nemesi családból származott, 13 éves korában a kalocsai papnövendékek közé lépett; Egerben hallgatta a bölcseletet, Kalocsán és Pesten a hittant. Húsz éves korában főpásztora Klobusiczky Péter a kalocsai papnevelőben tanulmányi felügyelővé nevezte ki; 21 éves korában az egyháztörténet és jog rendes tanára lett. 1834-ben Pozsonyban vette fel az egyházi rendet. Mint híres egyházi szónok Kalocsán két évig ő tartotta a nagyböjti beszédeket; a kalocsai szentszéknél mint szegények ügyvédje és ülnöke működött. Pozsony-megye gyűlésén is kitüntette magát szónoklataival. 1844-ben Pesten lett az egyháztörténet tanára s 1846-ban nagyváradi kanonok. Az 1848/1849-es szabadságharc alatt a fejedelem és trón érdekében fejtett ki tevékenységet; ezért kapta a Lipót-rend lovagkeresztjét. 1848-ban Egerben mondott egyházi beszédet Pyrker patriarcha gyásztiszteletén. Az egyetemen előbb a hittani kar idősebbjének, később dékánjának neveztetett ki. Ő üdvözölte az egyetemi küldöttség nevében Scitovszky János bibornokot érsekké kineveztetésekor. Bács-, Pest- és Tolnamegyék táblabírája volt. 1850-ben a Lipótrend lovagkeresztjét kapta. 1852-ben leköszönt tanszékéről és Nagyváradra költözött kanonoki székhelyére, ahol 1871-ben 60 éves korában el is hunyt.

## Művei
A pozsonyi latin hirlapban az Alveareban A kor geniusáról írt értekezéssel lépett fel az irodalomban; utóbb a Hirnök melléklapjában, a Századunkban, A szent ereklyékről írt és több cikket a kölni érsek mellett; a Világba s a Budapesti Hiradóba K. T. aláírással vallási s conservativ irányú czikkeket írt; az Orangyalban (1843-45. Julia, Az árva leány és Angyalka naplója cz. elbeszélései vannak); egyházi beszédei a Pázmány Füzetekben (I. 1855-56.). Önállóan a következő művei kerültek kiadásra:
- Az igaz hazafiuság alapvonalai. Irta egy hazafi. Pest, 1837 (Ebben erélyesen támadta meg az országgyűlési hallgatóság kihágásait és a liberalismus rossz és veszélyes irányát.)
- Egyházi beszéd, melyet a keresztény vallás boldogító befolyásáról az emberre Szent István első apostoli királyunk nemzeti ünnepén Bécsben a t. t. kapuczinus atyák templomában Kisasszony-hava 26. 1838. mondott. Bécs, 1838
- A keresztény hit s egyház történeti kifejlése. Pest, 1845-52. Négy kötet.
- Halotti elmélkedés, melyet nagym. felső-őri Pyrker K. János László úr ő excellentiájának az egri székes egyház atya-érsekének... hamvai fölött az egri székes egyházban Bőjtelő-hava 2. 1848. tartott. Uo. 1848
- Nyilatkozat. Uo. (1848. ápril. után)
- Nagyböjti egyházi beszédek. Uo. 1856. (Különnyomat a Pázmány-Füzetekből)
- A magyar kath. egyház jogállása a mai viszonyokban. Uo. 1867. (Korkérdések II.)
- Emlékezések a magyar katholika egyház multjából. Uo. 186. Két füzet.